# Nuance Communications
Nuance Communications è una multinazionale statunitense di sviluppo software, con sede a Burlington, comune nella periferia di Boston, Massachusetts. L'azienda sviluppa tecnologie vocali e applicazioni di digitalizzazione.
Nuance sviluppa diversi prodotti tra cui: sistemi di riconoscimento vocale integrati, soluzioni per l'assistenza dei clienti, sistemi di digitalizzazione e conversione di file, sistemi di gestione documentale. L'azienda fornisce sistemi intelligenti anche nel settore sanitario.
All'interno di Nuance Communications vi è inoltre, una divisione che sviluppa software e sistemi per le agenzie militari e governative. Il 12 aprile 2021 l’azienda viene acquisita da Microsoft per 19,7 miliardi di dollari.

## Storia dell'azienda
Nuance Communications, Inc, nasce nell'ottobre 2005 dalla fusione tra Nuance e Scansoft, all'epoca concorrenti nell'ambito dello sviluppo e della produzione di tecnologie vocali su larga scala. Terminata l'acquisizione “di fatto”, ScanSoft ha poi cambiato il nome dell'azienda in Nuance.

### Origini di ScanSoft
ScanSoft era originariamente conosciuta come Visioneer, società di hardware e software per scansione. Nel 1999, l'azienda è stata acquistata da ScanSoft, una società parte di Xerox, ed ha poi acquisito il nome della prima.
ScanSoft a sua volta affonda le sue radici nell'azienda Kurzweil Computer Products, produttrice di software, nonché la prima a sviluppare un sistema di riconoscimento ottico dei caratteri (OCR).

### Origini di Nuance
Nuance è stata fondata nel 1994 come divisione indipendente di SRI's STAR Lab con l'obiettivo di sviluppare la tecnologia di riconoscimento vocale per il governo degli Stati Uniti.
Con sede a Menlo Park, in California, Nuance commercializza la prima applicazione basata sul riconoscimento vocale nel 1996, per l'utilizzo all'interno dei nascenti call center centralizzati delle grandi aziende.
- 1994 - Nuance diventa indipendente da STAR Lab SRI
- 1996 – Nuance rilascia la prima applicazione vocale a livello commerciale
- 2000 aprile 13 – Nuance viene quotata in borsa, sul sistema di mercato americano NASDAQ con il simbolo “NUAN”
- 2000 novembre 15 - Nuance acquisisce SpeechFront società di messaggistica istantanea vocali per $10.5 milioni in contanti e azioni[5]
- 2011 luglio - Nuance acquisisce l'italiana Loquendo, lo spin-off di CSELT specializzato in tecnologie vocali per 53 milioni di Euro[6].

## Prodotti
- Power PDF
- PaperPort
- Equitrac
- eCopy
- OmniPage
- Dragon NaturallySpeaking
- Dragon Mobile Assistant
- Dragon Dictate for Mac